# Antigua Linzi

Linzi durante el período de los Reinos Combatientes

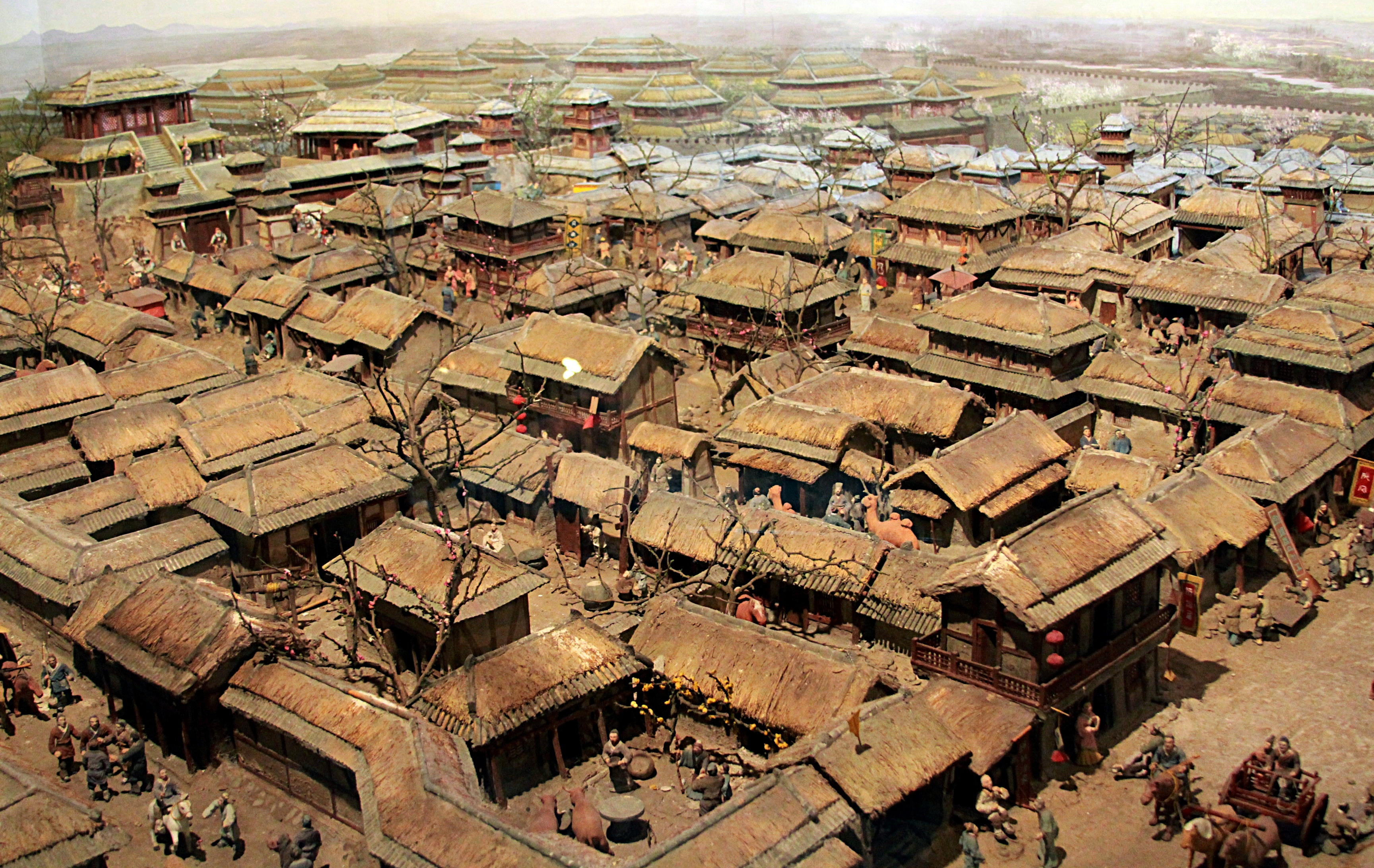
Modelo de la antigua Linzi.

Linzi (Chino: 臨淄; pinyin: Línzī), originalmente llamada Yingqiu (Chino: 營丘), fue la capital del antiguo estado Qi chino durante la dinastía Zhou. Las ruinas de la ciudad se encuentran en el actual distrito de Linzi, Shandong, China. La ciudad fue una de las más grandes y ricas de China durante el Período de Primaveras y Otoños. Con la ocupación de Linzi en el 221 a. C., el rey Zheng de Qin completó su conquista de los estados rivales chinos y se declaró el primer emperador de la antigua China poco después. Las ruinas de la antigua ciudad fueron excavadas en 1926 por arqueólogos japoneses y en 1964 por arqueólogos chinos.

## Diseño
Linzi cubría un área de alrededor de 668 kilómetros cuadrados (257,9 mi²) con la ciudad construida entre dos ríos paralelos que corren de norte a sur, el río Zi al este y el antiguo curso del río Xi al oeste.

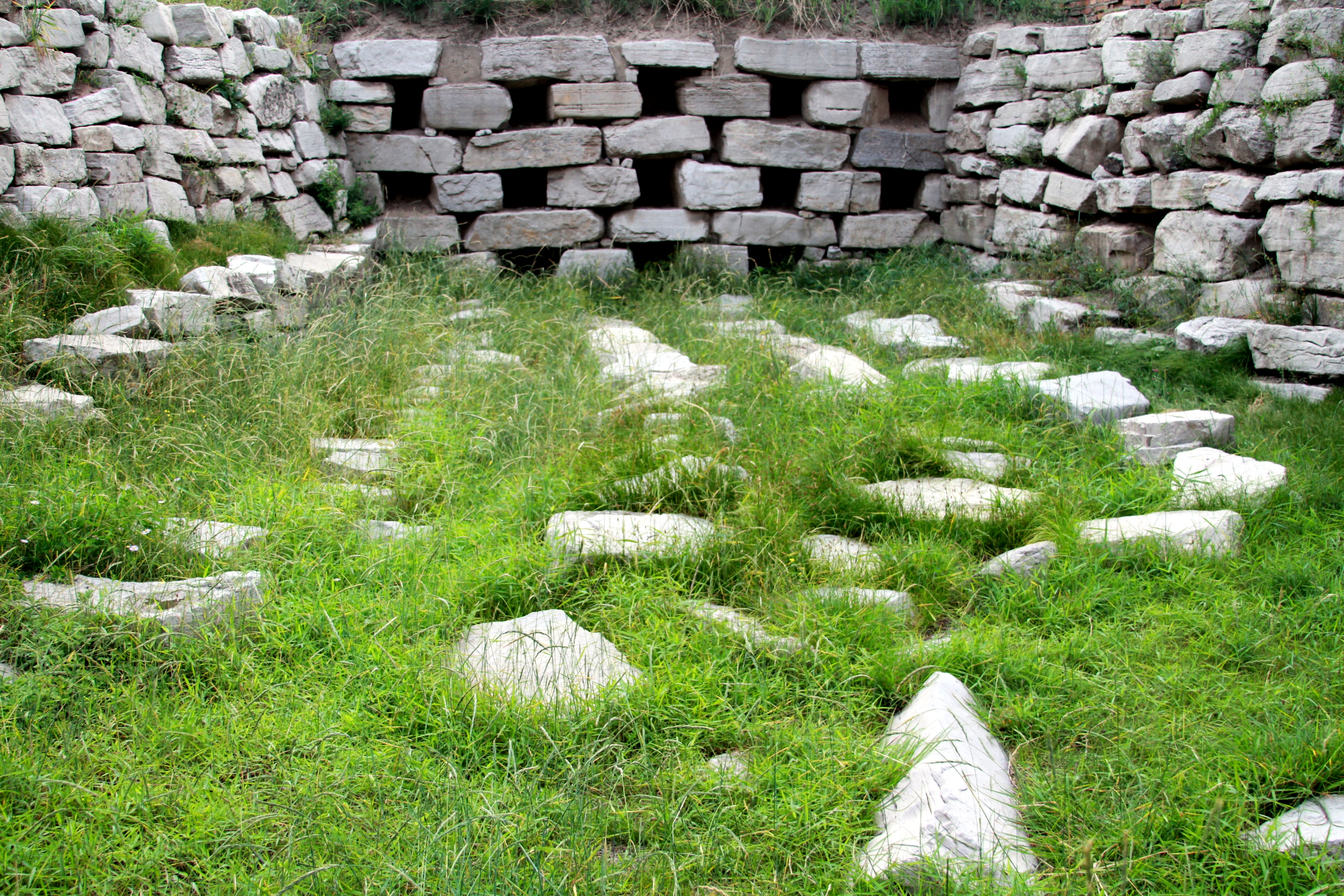
Restos de alcantarillado de la ciudad pasando por debajo de la antigua muralla de la ciudad

La ciudad estaba rodeada por un muro perimetral de 14 kilómetros (8,7 mi) de tierra apisonada. La ciudad consistía en una ciudad exterior y una ciudad interior. La muralla exterior de la ciudad alcanzó un máximo de 43 metros (47,0 yd) de ancho de base, con un promedio de 20 a 30 metros (21,9 a 32,8 yd) de ancho. La muralla interior de la ciudad alcanzó un máximo de 60 metros (65,6 yd) de ancho de base. La ciudad tenía un sistema de alcantarillado y suministro de agua.
El palacio estaba ubicado en el centro de la ciudad, ubicado en la esquina suroeste de Linzi. Se encontró una gran plataforma de tierra apisonada dentro del centro de la ciudad, comúnmente conocida como la plataforma Duke Huan. Los restos de la plataforma miden 86 por 70 metros (94,1 por 76,6 yd) y 14 metros (15,3 yd) de alto.
"Siete amplias avenidas, unos 20 metros (21,9 yd) de ancho y más de 4 kilómetros (2,5 mi) de largo, corría de norte a sur y de este a oeste, formando aproximadamente un patrón de cuadrícula. Cuatro avenidas principales se encontraban en la sección noreste de la ciudad. Esta área produjo el patrimonio cultural más rico desde el oeste de Zhou hasta el Han." 
En los Registros del Gran Historiador, se decía que la población de Linzi en los siglos IV y III a. C. era de 70.000 hogares, con al menos 210.000 varones adultos. Los estudiosos de hoy creen que esto fue algo exagerado.

## Academia Jixia
Los reyes de Qi y el estado de Qi actuaron como patrocinadores de la Academia Jixia (315-285 aC) en Linzi, el centro de aprendizaje más antiguo y más grande (en su época) en China. La Academia, posiblemente nombrada así por la puerta de la ciudad (Ji) cercana, estaba formada por eruditos elegidos que recibían un buen estipendio del gobierno a cambio de asesorar al rey sobre gobierno, ritos y filosofía. Entre los eruditos de la Academia Jixia estuvieron Mencius, Xun Zi (quien enseñó a Han Feizi y Li Si, entre otros) y Shen Dao.

## Tumbas

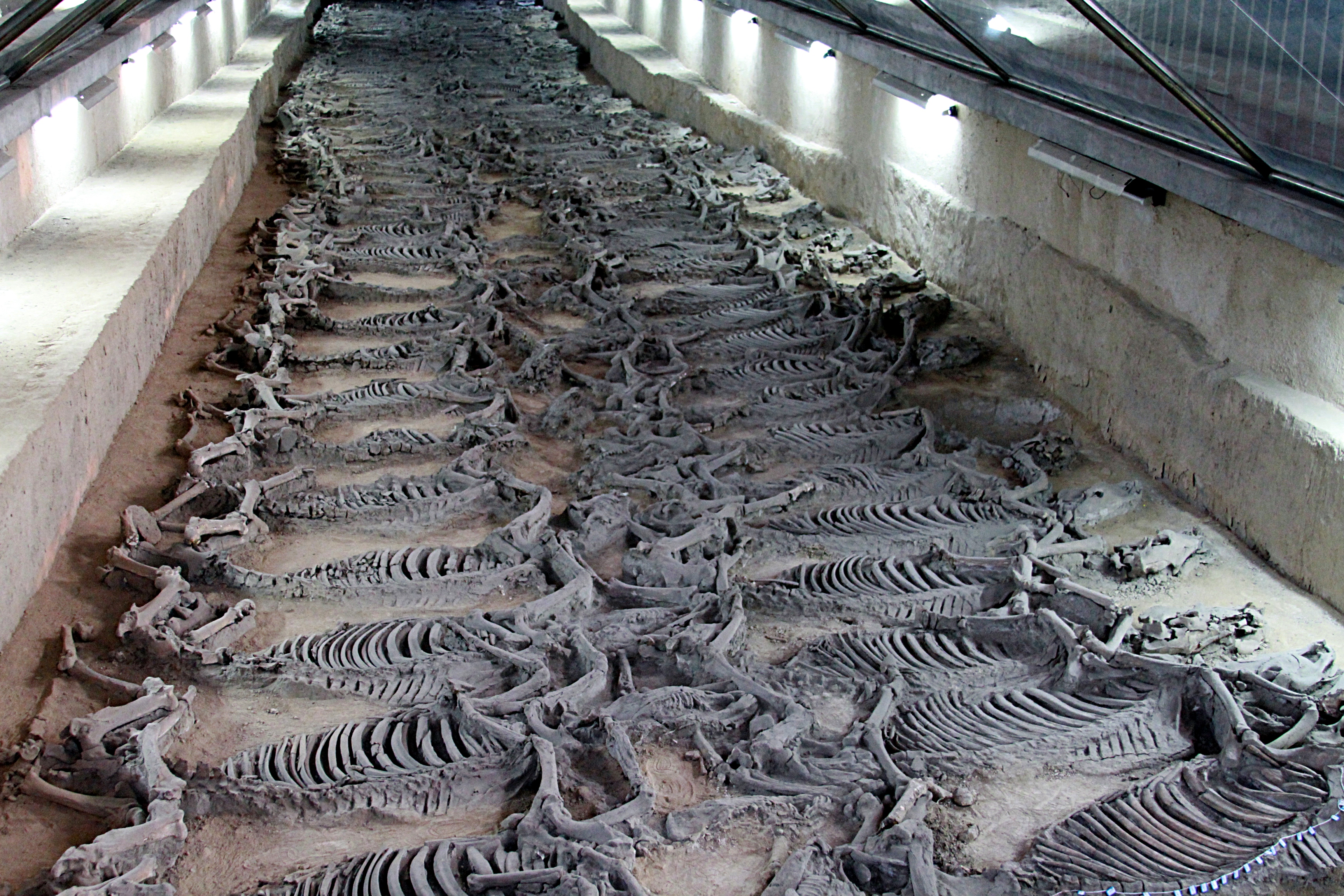
Foso de sacrificio para caballos

Las ruinas de la ciudad están rodeadas por más de 100 túmulos, algunos de hasta 10 kilómetros (6,2 mi) de distancia. Muchas de las tumbas alrededor de Linzi han sido saqueadas en la antigüedad. En fosas cercanas a lo que se considera la tumba del duque Jing de Qi, se han encontrado más de 600 caballos sacrificados dispuestos en dos filas.

### Prueba de ADN errónea
Una prueba inicial del Genoma mitocondrial de cadáveres, de las tumbas de Linzi, confirmó que se descubrió que su genoma mitocondrial era más similar al de los europeos que al de los chinos modernos. El genoma mitocondrial fue reexaminado y se encontró que la prueba inicial era incorrecta, con resultados que muestran que el genoma mitocondrial europeo no comparte vínculos con los restos encontrados en las tumbas, y el estudio dice que "resalta que los datos de mtDNA antiguos obtenidos bajo diferentes esquemas de muestreo y sujetos a posible contaminación puede crear fácilmente la impresión de cambios espacio-temporales drásticos en la estructura genética de una población regional durante los últimos miles de años si se emplean métodos inapropiados de análisis de datos".